# Alimentation générale (film)
Pour les articles homonymes, voir Alimentation (homonymie).
Pour plus de détails, voir Fiche technique et Distribution.
Alimentation générale est un documentaire français réalisé par Chantal Briet et sorti en 2005.

## Synopsis
Dans la cité de la Source, à Épinay-sur-Seine, la vieille épicerie d'Ali, seul commerce du quartier, est un lieu de rencontres.

## Fiche technique
- Titre : Alimentation générale
- Réalisation :	Chantal Briet
- Scénario : Chantal Briet
- Photographie : Sophie Bachelier et Sylvia Calle
- Son : Jean-Paul Guirado et Guillaume Le Braz
- Montage : Benoît Alavoine, Nathalie Charles et Pascale Chavance
- Musique : Martin Wheeler - Chansons de Akli Yahiatene, Aït Menguellet et Ali Zebboudj
- Production : Yenta Production
- Distribution : Arsenal Productions
- Pays d’origine :  France
- Genre : documentaire
- Durée : 85 minutes
- Dates de sortie : 
  - France - mai 2005 (présentation au Festival de Cannes)
  - France - 1er novembre 2006 (sortie nationale)

## Distinctions

### Sélections
- Festival de Cannes 2005 (programmation de l'ACID)[1]
- Festival international de films de femmes de Créteil 2006[2]

### Récompenses
- Grand prix du film documentaire au festival de Lisbonne Doclisboa 2005[3]
- Grand prix du jury du festival Documenta Madrid 2006[3]
- Étoile de la SCAM 2007[4]